# SIAM Journal on Applied Mathematics
SIAM Journal on Applied Mathematics (ook SIAP) is een internationaal, aan collegiale toetsing onderworpen wetenschappelijk tijdschrift op het gebied van de toegepaste wiskunde.
De naam wordt in literatuurverwijzingen meestal afgekort tot SIAM J. Appl. Math., terwijl informeel de afkorting SIAP gebruikt wordt.
Het tijdschrift wordt uitgegeven door de Society for Industrial and Applied Mathematics (SIAM) en verschijnt tweemaandelijks.
Het eerste nummer verscheen in 1966.